# Catagramma discrepans
Catagramma discrepans är en fjärilsart som beskrevs av Hans Ferdinand Emil Julius Stichel 1936. Catagramma discrepans ingår i släktet Catagramma och familjen praktfjärilar. Inga underarter finns listade i Catalogue of Life.